# Kim Yang-gon
Kim Yang-gon (김양건; 24 aprile 1942 – 29 dicembre 2015) è stato un politico nordcoreano e un alto funzionario del Partito del Lavoro di Corea al governo.

## Inizio carriera
Kim Yang-gon ha iniziato la sua carriera politica come vicedirettore del Dipartimento per le relazioni internazionali del partito nel 1986, e durante questo periodo ha anche supervisionato le relazioni con il Giappone come capo della RPDC-Japan Friendship Association. Nel 1995 è stato insignito del massimo riconoscimento dell'Ordine di Kim Il-sung. 
È stato promosso direttore nel 1997 e ha visitato la Cina più volte durante il suo mandato. Nel 2005 ha anche ricevuto l'incarico di "consigliere" della Commissione nazionale di difesa.

## Promozione
Diversi mesi dopo la morte di Rim Tong-ok, Kim Yang-gon, considerato un confidente di Kim Jong-il, è stato nominato per sostituirlo come direttore del Dipartimento del Fronte Unito del Partito dei Lavoratori nel marzo 2007. Il suo primo incarico come Il capo delle relazioni con la Corea del Sud è stata una visita a Seoul a novembre per discutere le misure di riavvicinamento con il ministro dell'Unificazione Lee Jae-jeong.
Kim Yang-gon ha mantenuto la sua posizione sotto Kim Jong-un. Ha visitato nuovamente la Corea del Sud nell'ottobre 2014 per partecipare alla cerimonia di chiusura dei Giochi asiatici 2014 con Hwang Pyong-so e Choe Ryong-hae.

## Morte
Nel dicembre 2015, l'agenzia di stampa della Corea del Nord ha riferito che Kim Yang-gon è morto in un incidente stradale. Il suo funerale di stato fu celebrato nel Sojang Club a Pyongyang.
È stato sostituito nel gennaio 2016 da Kim Yong-chol.